# Andrescava
Genre
Andrescava est un genre d'opilions laniatores de la famille des Agoristenidae.

## Distribution
Les espèces de ce genre se rencontrent au Pérou et en Colombie.

## Liste des espèces
Selon World Catalogue of Opiliones (13/07/2021) :
- Andrescava sturmi Roewer, 1963
- Andrescava weyrauchi Roewer, 1957

## Publication originale
- Roewer, 1957 : Arachnida Arthrogastra aus Peru, III. Senckenbergiana Biologica, vol. 38, no 1/2, p. 67-94.